# Gives You Hell
Gives You Hell è un singolo del gruppo musicale statunitense The All-American Rejects, pubblicato il 30 settembre 2008 come primo estratto dal terzo album in studio When the World Comes Down.

## Tracce
CD singolo (Australia, Europa)
1. Gives You Hell (Album Version) – 3:33
2. Gives You Hell (Limousine Remix) – 3:25

CD maxi-singolo (Europa)
1. Gives You Hell (Album Version) – 3:33
2. Gives You Hell (Limousine Remix) – 3:25
3. On the Floor (Demo) – 2:53
4. Gives You Hell (Video)

7" (Regno Unito)
- Lato A

1. Gives You Hell (Album Version) – 3:33

- Lato B

1. On the Floor (Demo) – 2:53

## Classifiche
| Classifica (2008)          | Posizione massima |
| -------------------------- | ----------------- |
| Australia                  | 3                 |
| Austria                    | 7                 |
| Canada                     | 4                 |
| Germania                   | 15                |
| Giappone                   | 41                |
| Irlanda                    | 16                |
| Messico                    | 46                |
| Nuova Zelanda              | 18                |
| Paesi Bassi                | 25                |
| Regno Unito                | 18                |
| Singapore                  | 3                 |
| Stati Uniti                | 4                 |
| Stati Uniti (adult top 40) | 1                 |
| Stati Uniti (alternative)  | 25                |
| Stati Uniti (pop 100)      | 2                 |
| Svizzera                   | 50                |
| Turchia                    | 20                |